# Mount Shaw
Mount Shaw är ett berg i Antarktis. Det ligger i Östantarktis. Australien gör anspråk på området. Toppen på Mount Shaw är 2 035 meter över havet.
Terrängen runt Mount Shaw är huvudsakligen en högslätt. Trakten är obefolkad. Det finns inga samhällen i närheten.